# Carlo Pepoli
Pour les articles homonymes, voir Pepoli.
Le comte Carlo Pepoli est une personnalité politique, un poète et un librettiste italien né à Bologne le 22 juillet 1796 et mort dans la même ville le 7 décembre 1881.

## Biographie
De sentiments patriotiques, il fut impliqué dans les mouvements mazziniens de 1830-1831 en Romagne qui le contraignirent à émigrer durant de nombreuses années en France où il s'engagea dans la Légion étrangère avec le grade de lieutenant et servit à Oran en Algérie dans le 1er régiment étranger sous les ordres du colonel Raffaele Poerio (it) en combattant contre les Arabes. 
Il s'exila ensuite à Paris, où il écrivit le livret des Puritains pour Vincenzo Bellini, qui mit également en musique ses sonnets, La ricordanza, La speranza, Amore et Malinconia, et son ode saphique Alla luna. Il collabora à l’Exilé, journal des réfugiés italiens imprimé à Paris entre 1832 et 1834.
Gioachino Rossini mit également en musique quelques-unes de ses œuvres lyriques dans ses Soirées musicales (it), notamment la danza, huitième chanson des Soirées.
Il introduisit à l'Accademia dei Felsinei, dont il était vice-président, son ami Giacomo Leopardi, qui lui dédia l'épître en vers hendécasyllabes Al Conte Carlo Pepoli, conservée par le musée des manuscrits léopardiens de Visso.
Il fut maire de Bologne du 11 janvier au 7 mai 1866, député de Finale Emilia et Mirandola à partir d'avril 1860 et sénateur du royaume d'Italie de 1862 jusqu'à sa mort. À partir de 1860, il enseigna la philosophie et les lettres à l'université de Bologne. Il fut secrétaire de l’Accademia di Belle Arti.
Franc-maçon, il fit partie de la loge Concordia Umnanitaria de Bologne entre 1860 et 1864, quand elle fusionna avec la loge Severa, donnant naissance à la loge Galvani.
En 1863, il fit don à la Biblioteca Comunale dell'Archiginnasio (it) d'un recueil de dessins concernant l'architecture bolonaise connu comme Cartella Giordani.
Carlo Pepoli est parfois confondu avec son cousin Achille, mari de la contralto Marietta Alboni.
Au librettiste et patriote Carlo Pepoli est dédié un traité des rues de Bologne.